# François Musy
Pour les articles homonymes, voir Musy.
François Musy, né le 6 octobre 1955 à Genève et mort le 22 novembre 2023 à Rolle, est un ingénieur du son franco-suisse.

## Biographie

### Formation et débuts
François Musy fut l'un des premiers alumni de la section cinéma-vidéo de l'ESAV, devenue par la suite le département cinéma de la HEAD–Genève. Formé dans cette institution genevoise, il développe rapidement une approche innovante du travail sonore qui va marquer toute sa carrière.
Collaboration avec Jean-Luc Godard
La rencontre avec Jean-Luc Godard en 1981 sur le film Passion transforme sa trajectoire professionnelle. Cette collaboration exceptionnelle s'étend sur plus de 23 films en 30 ans, jusqu'aux derniers travaux du réalisateur en 2022. François Musy devient le complice sonore privilégié du maître de la Nouvelle Vague tardive.
En 1983, il reçoit le prix technique de la Mostra de Venise pour Prénom Carmen, partagé avec le directeur de la photographie Raoul Coutard. Ce prix consacre son travail novateur sur la bande sonore godardienne.
Dans ses écrits, Godard affirme que l'obsession de François n'était pas de faire des films mais de « faire sa vie ». Cette philosophie transparaît dans son approche artisanale du métier, privilégiant l'exigence créative aux considérations purement commerciales.

### Méthode de travail et innovations techniques
Musy développe une approche particulière du son cinématographique, influencée par la méthode godardienne. Pour Prénom Carmen, il applique une contrainte technique : limiter le mixage à deux sons simultanés maximum, reproduisant la limitation physique des deux mains humaines.
Il installe dans ses studios à Rolle des équipements de pointe, notamment le système MADI, précurseur de DANTE, permettant de faire transiter 128 pistes audio dans un seul câble. Visionnaire dans l'adoption des nouvelles technologies, il fait de ses studios un laboratoire d'expérimentation sonore reconnu internationalement.

### Carrière internationale
Au-delà de Godard, François Musy collabore avec un large éventail de réalisateurs européens et internationaux : Maurice Pialat, Jean-Jacques Annaud, Anne-Marie Miéville, Cédric Kahn, Leos Carax, Claire Simon, Benoît Jacquot, Christoph Schaub, Cristi Puiu, Lionel Baier, Barbet Schroeder, Alain Tanner, Alice Rohrwacher, Silvio Soldini.
Sa collaboration avec Xavier Giannoli s'avère particulièrement fructueuse, lui apportant quatre nominations aux César et deux récompenses.

## Transmission et héritage
François Musy s'investit dans la formation des nouvelles générations, donnant régulièrement des masterclasses à la HEAD–Genève. Les étudiants de l'option son ont assisté à sa dernière masterclass en octobre 2022.
Son entretien avec Alain Bergala, intitulé ''Les mouettes du Pont d'Austerlitz'', publié en 1984 dans les Cahiers du cinéma et consacré à l'orchestration du son chez Jean-Luc Godard, figure dans l'ouvrage de référence ''Montage. Une Anthologie (1913-2018).

## Décès et postérité
François Musy meurt le 22 novembre 2023 à Rolle, à l'âge de 68 ans.
Il a légué à la Cinémathèque suisse une grande partie de ses archives, constituant une véritable mémoire sonore du cinéma suisse et européen. Ce legs patrimonial assure la conservation de son travail pour les générations futures.

## Filmographie sélective
- 1982 : Passion de Jean-Luc Godard
- 1983 : Prénom Carmen de Jean-Luc Godard
- 1985 : Je vous salue, Marie de Jean-Luc Godard
- 1985 : Détective de Jean-Luc Godard
- 1987 : Puissance de la parole de Jean-Luc Godard (court métrage)
- 1990 : Miss Missouri d'Élie Chouraqui
- 1990 : Nouvelle Vague de Jean-Luc Godard
- 1990 : Gaspard et Robinson de Tony Gatlif
- 1991 : Allemagne 90 neuf zéro de Jean-Luc Godard
- 1995 : Noir comme le souvenir de Jean-Pierre Mocky
- 2001 : Éloge de l'amour de Jean-Luc Godard
- 2003 : Les Corps impatients de Xavier Giannoli
- 2006 : Quand j'étais chanteur de Xavier Giannoli
- 2009 : À l'origine de Xavier Giannoli
- 2009 : Un soir au club de Jean Achache
- 2010 : Film Socialisme de Jean-Luc Godard
- 2010 : Insoupçonnable de Gabriel Le Bomin
- 2011 : Carré blanc de Jean-Baptiste Leonetti
- 2012 : Superstar de Xavier Giannoli
- 2014 : Marguerite de Xavier Giannoli
- 2015 : L'Ombre des femmes de Philippe Garrel
- 2016 :  Le Bois dont les rêves sont faits de Claire Simon
- 2021 : Illusions perdues de Xavier Giannoli

## Distinctions

### Prix
- Mostra de Venise 1983 : Prix technique pour Prénom Carmen (partagé avec Raoul Coutard pour son travail sur la photographie pour le même film)
- César 2007 : César du meilleur son (avec Gabriel Hafner) pour Quand j'étais chanteur
- César 2016 : César du meilleur son (avec Gabriel Hafner) pour Marguerite

### Nomination
- César 2022 : César du meilleur son pour Illusions perdues